# William R. Day
William Rufus Day (Ravena, 17 de abril de 1849 – Mackinac Island, 9 de julho de 1923) foi um diplomata e jurista norte-americano. Era amigo do presidente William McKinley e serviu no Departamento de Estado durante seu mandanto, inclusive brevemente como Secretário de Estado. McKinley então nomeou Day para a Suprema Corte e ele atuou lá por dezenove anos, aposentando-se um ano antes de morrer.